# Giortì
Giortì è un docu-reality italiano trasmesso in streaming su Mediaset Play e Witty TV. La prima stagione è stata interamente pubblicata il 24 dicembre 2020. Condotto da Giulia De Lellis e Gemma Galgani, il programma (il cui titolo è la traslitterazione del greco γιορτη, festa) racconta le feste più emozionanti e scintillanti d'Italia: dai preparativi al racconto della storia dei protagonisti, fino alla festa vera e propria. Giortì è un programma di Mattia Buonocore, prodotto da Gabriele Costanzo e Davide Maggio per Fascino PGT e MediaMai.

## Episodi di Giortì
Giortì è composto da 10 puntate di 40 minuti circa, ciascuna dedicata ad una festa..
| Puntate                                                | Tipologia di festa                |
| ------------------------------------------------------ | --------------------------------- |
| Puntata 1: Festa in Spiaggia dopo il Falò di Confronto | Festa a sorpresa                  |
| Puntata 2: L'Amore Vince su Tutto                      | Unione Civile                     |
| Puntata 3: Una Famiglia Allargata                      | Compleanno 5 anni a tema          |
| Puntata 4: Diciottesimo al Castello delle Barbie       | Diciottesimo Compleanno           |
| Puntata 5: La Quinceanera di Melody                    | Compleanno 15 anni sudamericano   |
| Puntata 6: Un Matrimonio Multietnico a Napoli          | Promessa di Matrimonio a Tema     |
| Puntata 7: Il Debut di Carla                           | Diciottesimo Compleanno filippino |
| Puntata 8: Amore a distanza, finalmente insieme        | Matrimonio italo-egiziano         |
| Puntata 9: Le Regole del Matrimonio Perfetto           | Matrimonio favola                 |
| Puntata 10: Narcos                                     | Compleanno a tema                 |

Nella prima puntata Festa in Spiaggia dopo il Falò di Confronto è protagonista l'ex coppia di Temptation Island composta da Alessandra De Angelis e Emanuele D'Avanzo. Nella seconda puntata protagonista Giovanni Minerba, noto regista ed esponente della comunità LGBT nonché ex compagno di Ottavio Mai. Ad officiare la cerimonia: Vladimir Luxuria. Nell'ottava puntata è presente anche Ida Platano, personaggio noto di Uomini e Donne e Temptation Island. Nella nona puntata, dedicata ad un matrimonio festeggiato, nel Parco Sigurtà si riuniscono i Gatti di Vicolo Miracoli. Non manca il racconto delle feste dei nuovi italiani:  il party di Carla una ragazza di origini filippine pronta a festeggiare i 18 anni con il tradizionale “debut”; il matrimonio tra Natale e la sua Mirna, una ragazza di origini egiziane che ha dovuto scontrarsi con le rigide convinzioni culturali dei genitori per poter coronare il sogno d’amore; c’è anche la coloratissima Quinceañera di Melody, antichissima festa dei 15 anni che tutte le ragazze sudamericane sognano e che, complice una serie di rituali tipici, segna il passaggio dall’infanzia all’età adulta.

## Ascolti
Nella prima settimana di rilascio, Giortì è stato il programma originale per il web con il più alto numero di visualizzazioni, il secondo nella classifica generale dei programmi più visti online (classifica per Legitimate Stream).

## La sigla
La sigla di Giortì è una canzone originale scritta da Giulia Duchi e Valerio De Rosa dal titolo Boom Boom Ciao, cantata da quest'ultimo (edizioni mediaMai).